# 神明神社 (さいたま市見沼区御蔵)

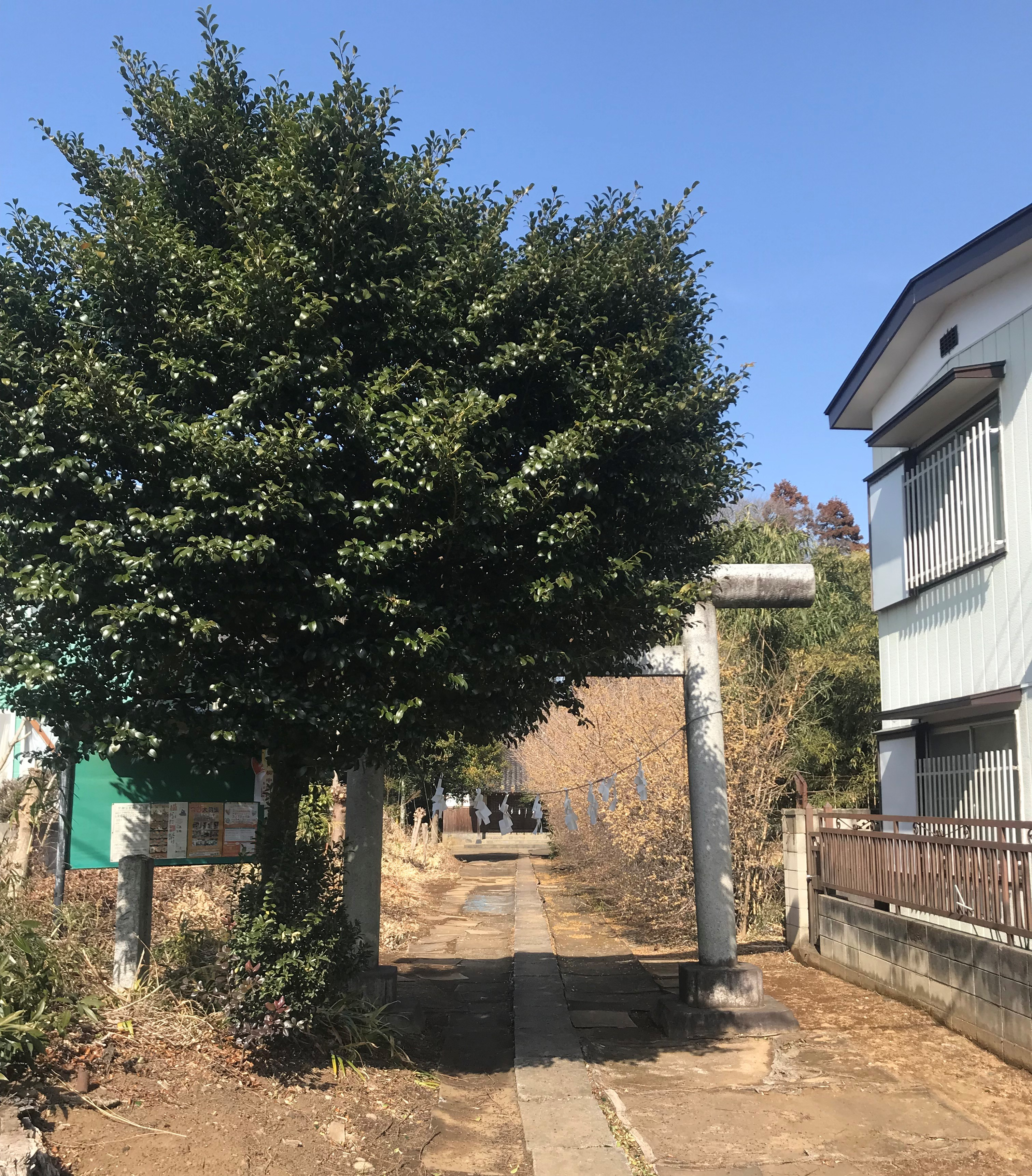
鳥居

神明神社（しんめいじんじゃ）は、埼玉県さいたま市見沼区の神社。

## 歴史
創建年代は不明である。当社所在地の「御蔵」の由来は中世の土倉の蔵で、その頃は当地の中心地になっていたという。そういうこともあって、かつての当社は現在よりも大規模で、それなりの社領も領していたという。
1873年（明治6年）、近代社格制度に基づく「村社」に列せられた。

## 交通アクセス
- 路線バス片柳小学校停留所より徒歩6分。